# Giovanni Raineri (rugbista)
Giovanni Raineri, detto Nanni (Colleferro, 4 novembre 1976), è un ex rugbista a 15 e allenatore di rugby a 15 italiano, di ruolo mediano d'apertura o tre quarti centro è stato due volte campione d'Italia con Calvisano e Rugby Roma; ritiratosi nel 2010, ha intrapreso la carriera tecnica da allenatore.
Dal 2022 al 2024 è stato commissario tecnico della nazionale femminile, e dal 2025 ricopre l'incarico di responsabile dello sviluppo giovanile presso il centro di formazione federale a Roma.

## Biografia
Proveniente da Colleferro, cittadina della provincia romana, dove iniziò a giocare all'età di dodici anni, Raineri fu iniziato al rugby da un compagno di scuola, proveniente da una famiglia nota per la sua passione per la disciplina. Trasferitosi nella Capitale, entrò a 16 anni nelle giovanili del Rugby Roma; con tale club vinse due scudetti giovanili e, passato in prima squadra, ebbe il culmine della sua carriera nella stagione 1999-2000, quando la Rugby Roma vinse lo scudetto a 52 anni di distanza dal precedente.
In tale periodo si mise in luce anche a livello internazionale: militò in tutte le nazionali giovanili, dall'Under-15, U-16, U-17, U-19, poi nell'Under-21 (con presenze anche da capitano) ed infine nella nazionale A prima di esordire nell'Italia maggiore nel 1998 per un test match contro i Paesi Bassi, sotto la gestione Coste.
Dopo sporadici test nel 1999 e nel 2000, fu impiegato in 4 incontri del Sei Nazioni 2001, quelli contro le quattro Home Nations britanniche.
Nel 2002 conobbe il suo primo trasferimento da Roma, all'Amatori & Calvisano, poi dal 2003 solo Calvisano, nel quale rimase quattro stagioni e con cui vinse il campionato proprio nel 2004-05.
Rientrato a Roma, nella Capitolina, spese due stagioni segnalandosi come uno dei migliori marcatori di stagione; trasferitosi, di nuovo, per una stagione al Calvisano nel 2008, dopo la mancata iscrizione del club nel Super 10 2009-10 Raineri firmò un contratto con il suo club d'origine, la Rugby Roma.
Al termine della stagione Raineri annunciò il suo ritiro dal rugby giocato per abbracciare la carriera tecnica: scelto dalla Federazione Italiana Rugby per frequentare i corsi dell'Università di Stellenbosch, in Sudafrica, onde ivi conseguire l'abilitazione all'allenamento, è anche iscritto al corso di preparatori fisici del CONI; al termine del corso Raineri effettuò un periodo di tirocinio tecnico presso il Western Province.
Dopo un triennio trascorso allenando varie squadre giovanili in Sudafrica, una volta tornato in Italia Raineri assunse nel luglio 2013 la conduzione tecnica dell'Aquila retrocessa in serie A1 al termine della stagione precedente; dopo la conquista della promozione e il ritorno in massima categoria, Raineri tornò a Roma per due stagioni nello staff tecnico delle Fiamme Oro come allenatore in seconda di Pasquale Presutti.
Entrato nei ranghi federali, ha lavorato con vari incarichi nelle accademie giovanili dapprima a Torino e poi a Milano e, da dicembre 2022, è il nuovo commissario tecnico dell'Italia femminile, succedendo ai 13 anni di gestione di Andrea Di Giandomenico.
Nei suoi due anni di mandato Raineri riuscì a mandare l'Italia a punti in due edizioni del Sei Nazioni e a centrare la prima vittoria di sempre a Dublino contro l'Irlanda, nonché a garantire alla squadra la partecipazione alla Coppa del Mondo 2025; a dicembre 2024 la F.I.R. lo ha destinato allo sviluppo delle giovanili maschili presso il centro di formazione federale di Roma.

## Palmarès
- Campionati italiani: 2
Rugby Roma: 1999-2000
Calvisano: 2004-05
- Coppe Italia: 2
Rugby Roma: 1998-99
Calvisano: 2003-04